# 让-雅克·吉萨尔
让-雅克·吉萨尔（法語：Jean-Jacques Guissart，1927年8月5日—2008年9月15日），法国男子赛艇运动员。他曾代表法国参加1952年夏季奥林匹克运动会赛艇比赛，获得男子四人单桨无舵手银牌。